# Boisán
Boisán es una localidad española del municipio de Lucillo, en la provincia de León, comunidad autónoma de Castilla y León.

## Situación
Dista 4 km de la capital del municipio. Está cerca de Quintanilla de Somoza.

## Historia
Cuenta con un yacimiento romano con los restos de un antiguo castro dedicado a la explotación minera.

## Evolución demográfica
| 2000 | 2001 | 2002 | 2003 | 2004 | 2005 | 2006 | 2007 | 2008 | 2009 | 2010 | 2011 | 2012 | 2013 | 2014 |
| 70   | 71   | 66   | 67   | 69   | 64   | 64   | 58   | 50   | 49   | 47   | 46   | 35   | 29   | 20   |